# Elizabeth Short
Elizabeth Ann Short, nota anche come La Dalia Nera (Boston, 29 luglio 1924 – Los Angeles, 15 gennaio 1947), è la vittima di un noto caso di omicidio rimasto irrisolto negli Stati Uniti d'America.

## Biografia

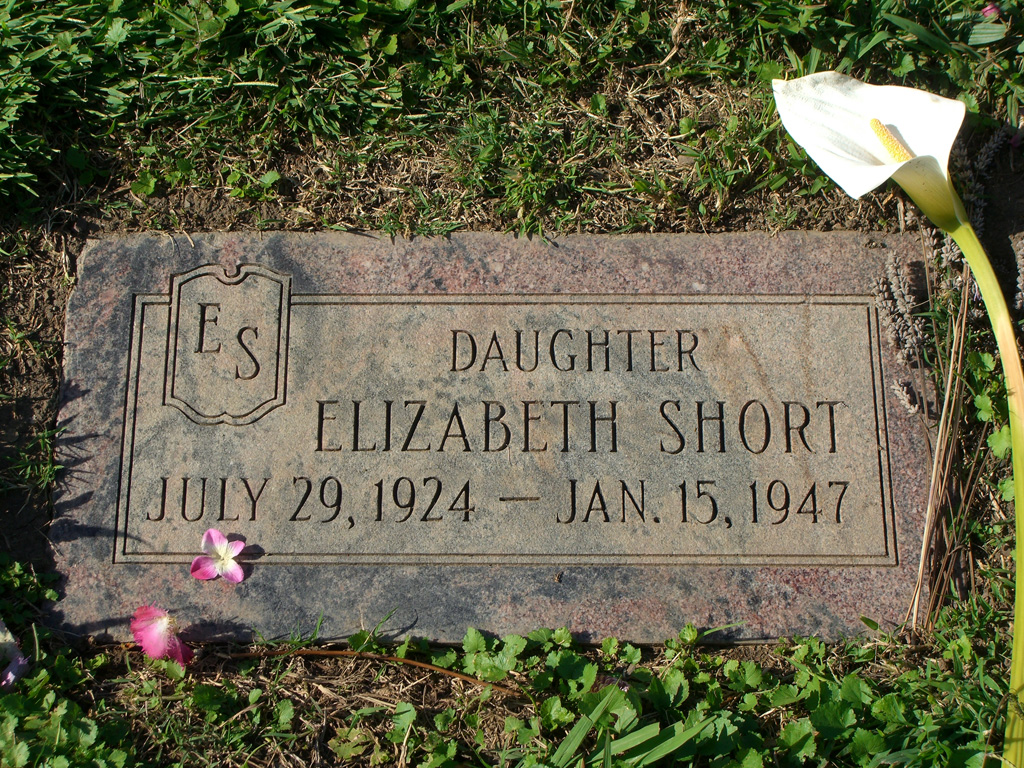
La tomba di Elizabeth Short

Elizabeth Short nacque il 29 luglio 1924 nel quartiere di Hyde Park a Boston. Dopo che suo padre nell'ottobre 1930 abbandonò la famiglia, la madre Phoebe Mae si trasferì a Medford (Massachusetts) con le sue cinque figlie. Sofferente di asma, Elizabeth passava l'estate con la famiglia a Medford, e l'inverno in Florida. Abbandonò presto gli studi e cominciò a lavorare come cameriera. A diciannove anni decise di lasciare la madre, e di andare a vivere con il padre a Los Angeles in California. La loro coabitazione durò poco: dopo un litigio Elizabeth se ne andò di casa e trovò lavoro in un ufficio postale a Camp Cooke.
In seguito si trasferì a Santa Barbara, dove il 23 settembre 1943 fu arrestata per ebbrezza; per la legge della California era ancora minorenne, e fu quindi riaccompagnata dalle autorità dalla madre, nuovamente a Medford. Dopo aver lavorato per un periodo alla mensa dell'Università Harvard, si spostò in Florida, dove conobbe il maggiore dell'Aeronautica statunitense Matthew M. Gordon Jr., all'epoca in procinto di essere trasferito nel Sud Est Asiatico.
Mentre era ricoverato in un ospedale militare in India, Gordon, che si era particolarmente distinto in servizio, scrisse ad Elizabeth chiedendole di sposarlo. La giovane accettò, ma Gordon morì il 10 agosto 1945 in un incidente aereo. Betty lasciò quindi la Florida, e tornò in California, nel luglio 1946, dove incontrò Gordon Fickling, una sua vecchia fiamma, tenente dell'aviazione di stanza a Long Beach. Durante la sua permanenza in California fu soprannominata Dalia Nera a causa della sua passione per il film La dalia azzurra e l'abitudine di vestirsi in nero.
Nell'agosto 1946 Elizabeth arrivò a Hollywood con la speranza di fare l'attrice. Fu vista viva per l'ultima volta la sera del 9 gennaio 1947, nel salone del Millenium Biltmore Hotel di Los Angeles.

### La morte

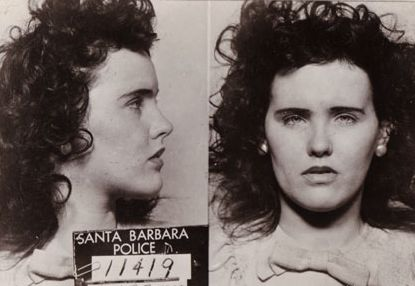
Foto segnaletica di Elizabeth Short scattata dopo l'arresto per aver bevuto alcolici quando la sua età non lo avrebbe legalmente consentito

Il 15 gennaio il cadavere di Elizabeth Short fu trovato a Leimert Park, un quartiere periferico di Los Angeles, abbandonato in un terreno spoglio sul lato ovest della South Norton Avenue tra Coliseum Street e la West 39th Street (34.0164°N 118.333°W). Il corpo fu scoperto intorno alle 10 del mattino dalla signora Betty Bersinger, a passeggio con la figlia di tre anni. Il corpo di Elizabeth Short era nudo, e tagliato in due parti all'altezza della vita, mutilato, e con vistosi segni di tortura; aveva i capelli tinti di rosso, e il sangue era stato completamente estratto. Il volto era sfregiato con un taglio da orecchio a orecchio, a creare l'effetto chiamato Glasgow smile (sorriso di Glasgow).
Il 25 gennaio fu sepolta nel Mountain View Cemetery ad Oakland, California, e non a Medford, la città da cui proveniva, per rispettare l'amore che aveva sempre dimostrato per la California. Il delitto resta tuttora irrisolto. Molte furono le ipotesi e le speculazioni, anche sul conto della vittima. Nonostante corresse voce che fosse una ragazza-squillo per il suo atteggiamento all'apparenza ambiguo, le indagini non lo confermarono affatto.

## Il delitto

### Le indagini
Le indagini sul "delitto della Dalia Nera" furono fra le più vaste nella storia del Dipartimento di Polizia di Los Angeles e coinvolsero centinaia di agenti e ispettori, anche di altri divisioni. I sospettati furono centinaia, e venne ascoltato circa un migliaio di persone. Fu il primo caso criminale di interesse nazionale, sul quale tutti i giornali degli Stati Uniti si gettarono a capofitto, a causa delle modalità particolarmente perverse del delitto, e per il fatto che Los Angeles era all'epoca un luogo 'particolare', dove si intrecciavano i sogni degli aspiranti artisti, gli interessi mafiosi che si disputavano enormi proprietà terriere da trasformare in una metropoli, e i soliti 'politicanti' dalle mani sporche.
Secondo alcuni le indagini non furono svolte correttamente, dato che ufficialmente non furono mai ritrovate impronte di macchine o di scarpe. La polizia non raccolse neanche le fibre nel campo. Se lo avesse fatto avrebbe potuto trovare il numero di scarpa dell'assassino o, se fossero state trovate impronte di pneumatici, capire quali erano e cercare riscontri con le auto dei sospettati. Dell'omicidio furono accusate o si auto-accusarono almeno sessanta persone, di cui la maggior parte uomini. Dai documenti ufficiali degli investigatori della Polizia di Los Angeles risultarono ventidue sospettati "principali".

### I sospettati principali

#### Robert M. Manley
Robert M. Manley, detto "Red", è stata l'ultima persona ad aver visto Elizabeth in vita, e il primo sospettato nei giorni immediatamente successivi al delitto. Dopo essere stato sottoposto a vari test e dopo aver verificato il suo alibi, Manley venne rilasciato.

#### Walter Alonzo Bayley
Walter Bayley, chirurgo di Los Angeles, visse fino all'ottobre 1946, quando si separò dalla moglie, in una delle case prossime al luogo dove venne ritrovata Elizabeth Short. La figlia di Bayley era amica di Virginia Short, la sorella di Elizabeth, della quale fu anche testimone di nozze. Bayley morì nel gennaio 1948. La sua autopsia rivelò che soffriva di una malattia cerebrale degenerativa. All'epoca del delitto, Bayley aveva sessantasette anni e non aveva alcun precedente penale.
Dopo la sua morte la vedova di Bayley dichiarò che l'amante del marito era a conoscenza di un «terribile segreto» che lo riguardava, accusando l'amante stessa di essere «la principale beneficiaria della sua morte». Bayley non fu mai ufficialmente indagato, al contrario di molti suoi colleghi e di alcuni loro assistenti. In una testimonianza segreta, il detective Harry Hansen, che fu tra i primi a occuparsi del caso, ipotizzò che l'assassino della Short fosse «un chirurgo molto esperto».
Larry Harnisch, redattore del Los Angeles Times, alla fine di una propria indagine giornalistica svolta nel 1996, arrivò alla conclusione che Bayley avrebbe potuto uccidere Elizabeth Short. Molti critici dell'ipotesi avanzata da Harnisch si interrogarono sulla reale capacità d'intendere e di volere di Bayley, data la sua malattia. Riguardo al «terribile segreto» conosciuto dall'amante di Bayley, alcuni hanno sostenuto che si trattasse di alcuni aborti clandestini operati dallo stesso chirurgo. Nessuna prova concreta però è mai stata portata a supporto di questa tesi.

#### Joseph A. Dumais
Joseph A. Dumais, soldato di ventinove anni di stanza in New Jersey, fu uno dei primi ad autoaccusarsi del delitto poche settimane dopo che questo avvenne. Tutta la stampa di Los Angeles sostenne entusiasticamente l'ipotesi, fino a quando non si scoprì che Dumais era alla sua base di appartenenza in New Jersey al momento dell'omicidio. Gli investigatori, a differenza della stampa, lasciarono cadere immediatamente l'ipotesi. Durante gli anni cinquanta Dumais venne arrestato più volte per reati minori, e ogni volta continuò ad autoaccusarsi del delitto Short.

#### Woody Guthrie
Woody Guthrie, noto cantante di musica folk, venne indagato in seguito all'ipotesi che ci fosse un collegamento fra il delitto Short e una denuncia per molestie fatta da una donna californiana di cui Guthrie era innamorato, e che dallo stesso Guthrie avrebbe ricevuto lettere minatorie contenenti pesanti allusioni sessuali. Guthrie fu scagionato per mancanza di prove, ma dovette comunque subire un processo per molestie.

#### George Hodel
George Hodel, medico specializzato in salute pubblica, fu posto per la prima volta sotto osservazione dalla polizia di Los Angeles nell'ottobre 1949, quando sua figlia quindicenne Tamara lo accusò di molestie. Il caso suscitò qualche sospetto di collegamento con il caso Short, tanto che le autorità decisero di porre il dottor Hodel sotto sorveglianza dal 18 febbraio al 27 marzo 1950. 
Nel rapporto finale dell'accusa al Grand Jury di Los Angeles, consegnato allo stesso il 20 febbraio 1951, si legge:
Nel 2003 Steve Hodel (figlio del dottor Hodel, ed ex-detective della Sezione Omicidi della Polizia di Los Angeles) ha pubblicato un libro in cui afferma che il padre, deceduto nel 1999, è il responsabile sia dell'omicidio della "Dalia Nera" sia di numerosi altri omicidi irrisolti commessi lungo un ventennio. L'ex-detective Steve Hodel afferma di aver maturato questa ipotesi dopo aver trovato due foto del padre in compagnia di una ragazza simile a Elizabeth Short, anche se la famiglia della Short insiste nel negare ogni somiglianza fra la ragazza nella foto e la vittima. 
Dopo aver analizzato le informazioni presentate nel libro di Steve Hodel, il vice-procuratore di Los Angeles, Stephen Kay, che sostenne anche la pubblica accusa nel processo alla "famiglia Manson", dichiarò che il caso andava considerato risolto. Molti hanno però notato che Kay, ritiratosi in pensione subito dopo, abbia formulato il suo giudizio considerando le affermazioni di Steve Hodel come fatti inconfutabili. Non sono mancati invece i critici che hanno contestato le affermazioni di Hodel. Il detective Brian Carr, attualmente responsabile del caso, ha affermato in una intervista televisiva che il responso di Kay lo ha lasciato «confuso» ed ha anzi aggiunto che se avesse portato un impianto accusatorio debole come quello di Steve Hodel al pubblico ministero, questi «mi avrebbe riso in faccia e mi avrebbe cacciato fuori dal suo ufficio».
In un suo altro libro, Most Evil: Avenger, Zodiac, and the Further Serial Murders of Dr. George Hill Hodel scritto con l'aiuto di Ralph Pezzullo, Steve Hodel ha dichiarato che il padre sarebbe responsabile di una serie di omicidi, inclusi quelli commessi dal killer noto come il Killer dello Zodiaco.

#### Norman Chandler
Norman Chandler, editore del Los Angeles Times, è stato accusato dallo scrittore Donald Wolfe nel suo The Mob, the Mogul, and the Murder That Transfixed Los Angeles di essere il mandante dell'omicidio. Ipotizzando un complicato scenario, Wolfe sostiene che Chandler abbia messo incinta la Short quando questa lavorava come squillo per "Madame" Brenda Allen, che gestiva un noto bordello di Hollywood.
Per evitare lo scandalo Chandler si sarebbe rivolto a un gangster locale, Bugsy Siegel, perché ammazzasse la donna. Questa ipotesi è però in aperto contrasto con quanto stabilito dalle indagini della Polizia di Los Angeles e dall'autopsia. Infatti la Short non ha mai lavorato come prostituta e soprattutto, a causa di una malformazione vaginale, non poteva rimanere incinta.

#### George Knowlton
Tutto quello che si sa di George Knowlton è che, al tempo del delitto Short, viveva nell'area di Los Angeles e che è successivamente morto in un incidente automobilistico nel 1962.
Nei primi anni novanta, la figlia Janice, ex-cantante, e proprietaria di una agenzia di pubbliche relazioni, dichiarò di aver visto suo padre uccidere Elizabeth Short. Le dichiarazioni della Knowlton si basano in larga parte su ricordi riaffiorati in seguito a una terapia, ma non vengono giudicate attendibili dalla polizia.
(dal Los Angeles Times, 1991)
Il dipartimento di Westminster prese però seriamente in considerazione le affermazioni della Knowlton indagando a fondo sulla sua infanzia, ma non trovando nulla di probante.

#### Le accuse di Janice Knowlton
Nel 1995 Janice Knowlton scrive assieme a Michael Newton, al cui attivo figurano varie inchieste su crimini e criminali, il libro Daddy Was the Black Dahlia Killer, in cui appunto afferma che fu suo padre George a uccidere Elizabeth Short. La Knowlton sostiene nel libro che il padre e la Short avevano una relazione. Afferma che la Short sarebbe stata ospite a casa sua, e che per lei sarebbe stata ricavata una improvvisata stanzetta nel garage. Lì avrebbe patito un aborto e la Knowlton racconta che sarebbe stata costretta a seguire il padre durante le operazioni di occultamento del cadavere. Pare inoltre che un ex-collaboratore dello sceriffo di Los Angeles tenesse informata la Knowlton riguardo alle indagini condotte sul padre. La stessa fonte sembra le abbia inoltre confidato che anche Edward Davis, futuro capo della polizia di Los Angeles, e futuro politico californiano, e Buron Fitts, procuratore distrettuale di Los Angeles, fossero coinvolti nell'omicidio. Tuttavia nei documenti ufficiali non vi è traccia di alcuna indagine nei confronti di George Knowlton da parte della Polizia, né vi sono prove riguardo alle altre dichiarazioni.
Janice Knowlton diventerà in seguito molto conosciuta nei vari newsgroups di Internet che parlano del delitto della "Dalia Nera". Le sue accuse riguardano, e si collegano, a molti dei personaggi che ruotano intorno alla vicenda.
Nel 1998 invia un messaggio in un gruppo Usenet dove nomina il dottor George Hodel additandolo come uno dei sospetti. Poco tempo dopo nascerà una lunga corrispondenza via e-mail fra Janice Knowlton e Tamara Hodel, figlia del dottor George Hodel. Nel 1999 dichiarerà invece su vari forum tematici, che anche l'editore del Los Angeles Times Norman Chandler ha partecipato alle operazioni di "insabbiamento".
Janice Knowlton si è suicidata nel 2004 per un'overdose di farmaci, regolarmente prescritti.

#### Orson Welles
Mary Pacios, ex-vicina di casa della famiglia Short a Medford, nel suo libro Childhood Shadows affermò che il regista Orson Welles poteva essere l'assassino di Elizabeth Short. La Pacios basa la sua teoria su alcuni fattori come il temperamento "lunatico" di Welles, e sul fatto che tre mesi prima della morte della Short il regista creò alcuni manichini che presentavano le stesse mutilazioni inflitte alla ragazza. Questi manichini dovevano essere usati per alcune scene, poi tagliate da Harry Cohn, del film La signora di Shanghai a cui Welles stava lavorando al momento del delitto. 
Come ulteriore indizio la Pacios cita anche gli spettacoli di magia che Welles ha tenuto durante la seconda guerra mondiale per divertire i soldati al fronte. L'autrice definisce il particolare taglio effettuato a metà del corpo come la "firma" del killer, l'ossessione di chi l'ha perpetrata.
Welles richiese il passaporto il 24 gennaio 1947, nove giorni dopo il delitto e lo stesso giorno in cui il killer inviò un misterioso pacchetto ai quotidiani di Los Angeles. Welles lasciò dunque gli Stati Uniti senza aver completato il montaggio di Macbeth, film che egli aveva diretto e interpretato, e rimase per circa dieci mesi in Europa. A ogni richiesta della Republic Pictures di tornare negli Stati Uniti per terminare il film, Welles rispose con un categorico rifiuto.
Secondo la Pacios alcuni testimoni da lei interrogati affermano che Welles e la Short frequentassero lo stesso ristorante di Los Angeles. Tuttavia Orson Welles non è mai stato ufficialmente inserito nella lista dei sospettati.
La stessa Mary Pacios gestisce un sito web contenente un gran numero di informazioni e di documentazioni ufficiali sul caso della "Dalia Nera". Tuttavia solo una piccola sezione del sito è dedicata al possibile coinvolgimento di Orson Welles.

#### Jack Anderson Wilson
Jack Anderson Wilson, anche conosciuto come Arnold Smith, era un ladruncolo alcolizzato intervistato dallo scrittore John Gilmore per il suo libro Severed. Dopo la morte di Wilson, Gilmore fa il nome del suddetti come possibile assassino, per la conoscenza che era intercorsa tra lui e la Short. Tuttavia il 17 gennaio 1982, cioè prima della morte di Wilson, Gilmore aveva fatto tutt'altra ipotesi dalle colonne del Los Angeles Herald-Examiner.
In Severed l'autore sostiene che il detective John St. John, incaricato al tempo del caso, era quasi arrivato a incastrare Wilson. Il detective chiamato in causa dicharò al Los Angeles Herald-Examiner di essere impegnato nella risoluzione di altri delitti, e che avrebbe preso in considerazione le ipotesi di Gilmore quando avrebbe avuto «un po' di tempo». Successivamente, una volta resi pubblici il rapporto dell'FBI e della Procura distrettuale di Los Angeles, le affermazioni contenute nel libro di John Gilmore che accusavano Wilson dell'omicidio della "Dalia Nera" si rivelarono infondate.

## Nella cultura di massa

### Cinema e televisione
- Il caso d'omicidio ha ispirato il film noir Gardenia blu (The Blue Gardenia; 1953)
- Nel 1975 viene prodotto un film per la TV dal titolo Chi è Black Dahlia?, diretta da Joseph Pevney. Molti dettagli della vicenda sono stati però modificati, a causa del rifiuto di molti (compresi la madre di Elizabeth e "Red" Manley) di rilasciare l'apposita liberatoria.
- L'assoluzione (1981), diretto da Ulu Grosbard.
- Black Dahlia (2006), diretto da Brian De Palma.
- Black Dahlia (2006), diretto da Ulli Lommel.
- The Black Dahlia Haunting (2012), diretto da Brandon Slagle.
- Nell'episodio L'aspetto frustrante degli psicopatici della serie televisiva Forever un emulatore di omicidi famosi riproduce le modalità del delitto della Dalia Nera.
- I Am the Night (2019), miniserie televisiva.
- Nel nono episodio della prima stagione della serie TV American Horror Story viene mostrato come Elizabeth Short viene assassinata dal dottor David Curran e mutilata dal dottor Charles Montgomery all'interno della casa degli omicidi.

### Letteratura
Sul caso di Elizabeth Short sono stati scritti numerosi libri. Alcuni di essi trattano del delitto mentre altri sono romanzi ispirati al caso, o che contengono riferimenti al caso.

#### Libri sul caso
- Janice Knowton e Michael Newton – Daddy Was the Black Dahlia Killer (1995)
- John Gilmore – Severed: The True Story of the Black Dahlia Murder (1998)
- Tony Blanche e Brad Schreiber – Death In Paradise (1998)
- Mary Pacios – Childhood Shadows: The Hidden Story of the Black Dahlia Murder (1999)
- Steve Hodel – Black Dahlia Avenger: The True Story (2003)
- William T. Rasmussen – Corroborating Evidence (2004)
- Silvia Browne – Visits from the Afterlife (2004)
- Jacque Daniel – The Curse of the Black Dahlia (2004)
- Donald H. Wolfe – The Black Dahlia Files: The Mob, the Mogul, and the Murder That Transfixed Los Angeles (2006)
- William T. Rasmussen – Corroborating Evidence II (2006)
- William T. Rasmussen – Corroborating Evidence III (2011)
- William T. Rasmussen – Corroborating Evidence IV (2012)
- Steve Hodel – Black Dahlia Avenger II (2014)

#### Romanzi
- John Gregory Dunne – Verità confessate (True Confessions, 1977)
- James Ellroy – Dalia Nera (The Black Dahlia, 1987)
- Max Allan Collins – Angel in Black (2002)
- Lynda La Plante – Dalia Rossa (The Red Dahlia, 2008)
- Michael Connelly- L'attesa (the waiting, 2024)

### Monumenti
- Il 29 luglio 1993 a Medford venne eretto un monumento in onore di Elizabeth Short.

### Videogiochi
- Nel 1998 la Take Two Interactive pubblica il videogioco Black Dahlia, che lega i responsabili dell'omicidio ad ambienti nazisti e occultisti.
- Nel 2011, nel videogioco L.A. Noire il protagonista può indagare e giungere alla risoluzione del caso.

### Altro
- La Sergio Bonelli Editore, in particolare nelle testate Nick Raider e Leo Pulp, si è ispirata alla vicenda della Dalia Nera rispettivamente con gli albi Acque torbide e Il caso della Magnolia Rossa. Entrambi gli albi sono stati scritti da Claudio Nizzi.
- Nel 2002 la rockstar Marilyn Manson ha dipinto una serie di acquerelli ispirati al delitto.
- La band Death Metal The Black Dahlia Murder prende il suo nome dall'omicidio.